# Stanislav Stratijev
Stanislav Stratijev (Sofija, 9. rujna 1941. – Sofija, 20. rujna 2000.), bugarski književnik, dramaturg i scenarist. 

## Životopis
Stratijev je počeo raditi kao novinar studirajući književnost na Sveučilištu u Sofiji. Godine 1974. je napisao svoju prvu dramu, Rimska kupka, koja postiže veliki uspjeh i na programu je Sofijskog satiričnog kazališta deset uzastopnih sezona. Slijede Jacket antilop, Reys i mnoge druge drame, postavljene u Belgiji, Češkoj Republici, Estoniji, Finskoj, Francuskoj, Njemačkoj, Grčkoj, Mađarskoj, Irskoj, Indiji, Italiji, Kini, Poljskoj, Rumunjskoj, Rusiji, Švedskoj, Slovačkoj, Siriji, Turskoj, SAD-u i dr. 
Godine 1990. drama Život, makar i kratak osvojila je prvo mjesto u europskom kazališnom natječaju u francuskom Maubeugeu. Drama S druge strane je bila 1993. finalist u natječaju za dramaturgiju međunarodnog odjela BBC radija. Iako je popularan uglavnom kao dramaturg, Stanislav Stratijev piše i prozu u kojoj vješto spaja socijalnu satiru i tanki lirizam. Njegove priče i knjige su prevedene na više od 30 jezika u svijetu. Scenariji su mu također uspješni. Film Ravnoteža dobiva srebrnu medalju na 13. međunarodnom fimskom festivalu u Moskvi 1983., a iste godine, Sunce djetinjstva dobiva posebnu nagradu žirija „Dijete našeg vremena“ u Milanu. Kultna komedija Orkestar bez imena proglašena je 2006. najboljim bugarskim filmom od strane čitatelja lista 24 sata, a 2007. i od strane slušatelja radija Atlantic.
Od 1975. do svoje smrti 2000., Stanislav Stratijev radio je kao dramaturg u Sofijskom satiričnom kazalištu.

## Drame
- Rimska kupka
- Jacket antilop
- Reys
- Maksimalista
- Ne potonuće
- Život, makar i kratak
- Zemlja rotira
- Balkanski sindrom
- Mamut
- S druge strane
- Zimske navike zečeva
- Prazne sobe

## Filmografija
- Garderoba (1974.)
- Nadzornik u tvrđavi (1974.)
- Kratko sunce (1979.)
- Sunce djetinjstva (1981.)
- Orkestar bez imena (1982.)
- Ravnoteža (1983.)
- I Bog se spusti da nas vidi (2001.)
- Vrapci u listopadu (2006.)

## Proza
- Single vjetrenjača (1969.)
- Divlja patka između stabala (1972.)
- Putovanje bez kofer (1972.)
- Kratko sunce (1977.)
- Divlje pčele (1977.)
- Krajolik s pasom (1977.)
- Detalji krajolika (1978.)
- Život u nebo (1983.)
- Bugarski model (1991.)
- Vježbe na drugost (1993.)
- Stojan (1995.)
- Osobe iz El Greco (1997.)
- Motivi za klarinet (1997.)
- Babilonska kronika (2000.)

## Vanjske poveznice
- Službena stranica (engl.) (rus.)